# Carex boecheriana
Carex boecheriana är en halvgräsart som beskrevs av Á.Löve, D.Löve och Louis-Florent-Marcel Raymond. Carex boecheriana ingår i släktet starrar, och familjen halvgräs.
Artens utbredningsområde är Grönland. Inga underarter finns listade i Catalogue of Life.